# Geranomyia versuta
Geranomyia versuta är en tvåvingeart som först beskrevs av Alexander 1930.  Geranomyia versuta ingår i släktet Geranomyia och familjen småharkrankar. Inga underarter finns listade i Catalogue of Life.